# Ilbesheim (Nadrenia-Palatynat)
Ilbesheim – miejscowość i gmina  w Niemczech, w kraju związkowym Nadrenia-Palatynat, w powiecie Donnersberg, wchodzi w skład gminy związkowej Kirchheimbolanden.  